# Crypteria (Crypteria) limnophiloides
Crypteria (Crypteria) limnophiloides is een tweevleugelige uit de familie steltmuggen (Limoniidae). De soort komt voor in het Palearctisch gebied.